# Districtul Aranyaprathet
Districtul Aranyaprathet (thailandeză อรัญประเทศ) este un district (Amphoe) in Provincia Sa Kaeo in Thailanda. Se invecinează cu Cambodgia la est.

## Economie
Până ce Khmerii Roșii au perturbat vecinătatea cu Cambodgia în 1975, Aranyaprathet a fost o oprire pe calea ferată ce conecta Bangkok cu capitala Cambodgiei Phnom Penh. Aranyaprathet menține legătura sa cu Bangkok-ul dar Poipet, orașul cambodgian vecin, este încă pentru a vedea orice activitate feroviară încă de când Khmerii Roșii au distrus pista.
La sud-est de centrul Aranyaprathet-ului, 6 km distanță, este cea mai aglomerată trecere de frontieră între Cambodgia și Thailanda. În afară de a fi pe o rută comercială majoră, granița vede activitatea înțelepciunii turismului cum este pe drumul dintre Bangkok și Siem Reap, oraș în apropierea Angkor Wat-ului.
Aran, așa cum orașul este cunoscut în Thailanda, a fost afectată de creșterea industriei de gambling din Poipet. În ciuda gambling-ului fiind ilegal în Thailanda și Cambodgia, guvernul cambodgian a acordat concesii pentru cazinouri de a fi construite la câteva dintre punctele de trecere a acestui teren. Cambodgienii nu au permis să joace în cazinouri. Proximitatea Poipetului către Bangkok (3-5 ore pe drum) a făcut cel mai popular dintre aceste domenii de cazino de frontieră. Acesta găzduiește astăzi șapte cazinouri. Popularitatea cazinourilor a crescut prețurile imobiliare în Aranyaprathet.

## Istorie
Aranyaprathet era original un district în provincia Kabin Buri. La 1 aprilie 1926 provincia a fost desființată și cele două districte Kabin Buri și Aranyaprathet au devenit districte ale Provinciei Prachinburi. În 1993 era  una dintre districtele care au format noua provincie Sa Kaeo.

## Administrație
Districtul Aranyaprathet este subdivizat in 13 subdistricte (tambon), care sunt divizate in 114 sate (muban). Aranyaprathet are statut de oraș (thesaban mueang) și acoperă complet tambon-ul Aranyaprathet. Există în continuare 12 organizații administrative.
| Număr | Nume             | Nume thailandez | Sate | Locuitori |  |
| ----- | ---------------- | --------------- | ---- | --------- |  |
| 1.    | Aranyaprathet    | อรัญประเทศ       | -    | 16,937    |  |
| 2.    | Mueang Phai      | เมืองไผ่          | 8    | 3,982     |  |
| 3.    | Han Sai          | หันทราย          | 10   | 5,538     |  |
| 4.    | Khlong Nam Sai   | คลองน้ำใส        | 12   | 5,324     |  |
| 5.    | Tha Kham         | ท่าข้าม           | 11   | 4,654     |  |
| 6.    | Pa Rai           | ป่าไร่            | 9    | 5,573     |  |
| 7.    | Thap Phrik       | ทับพริก           | 7    | 3,433     |  |
| 8.    | Ban Mai Nong Sai | บ้านใหม่หนองไทร   | 8    | 9,466     |  |
| 9.    | Phan Suek        | ผ่านศึก           | 13   | 6,438     |  |
| 10.   | Nong Sang        | หนองสังข์         | 8    | 6,596     |  |
| 11.   | Khlong Thap Chan | คลองทับจันทร์      | 10   | 4,672     |  |
| 12.   | Fak Huai         | ฟากห้วย          | 11   | 6,695     |  |
| 13.   | Ban Dan          | บ้านด่าน          | 7    | 3,863     |  |

## Clima
| Date climatice pentru Aranyaprathet (1981–2010)                                                    | Date climatice pentru Aranyaprathet (1981–2010) | Date climatice pentru Aranyaprathet (1981–2010) | Date climatice pentru Aranyaprathet (1981–2010) | Date climatice pentru Aranyaprathet (1981–2010) | Date climatice pentru Aranyaprathet (1981–2010) | Date climatice pentru Aranyaprathet (1981–2010) | Date climatice pentru Aranyaprathet (1981–2010) | Date climatice pentru Aranyaprathet (1981–2010) | Date climatice pentru Aranyaprathet (1981–2010) | Date climatice pentru Aranyaprathet (1981–2010) | Date climatice pentru Aranyaprathet (1981–2010) | Date climatice pentru Aranyaprathet (1981–2010) | Date climatice pentru Aranyaprathet (1981–2010) |
| Luna                                                                                               | Ian                                             | Feb                                             | Mar                                             | Apr                                             | Mai                                             | Iun                                             | Iul                                             | Aug                                             | Sep                                             | Oct                                             | Nov                                             | Dec                                             | Anual                                           |
| -------------------------------------------------------------------------------------------------- | ----------------------------------------------- | ----------------------------------------------- | ----------------------------------------------- | ----------------------------------------------- | ----------------------------------------------- | ----------------------------------------------- | ----------------------------------------------- | ----------------------------------------------- | ----------------------------------------------- | ----------------------------------------------- | ----------------------------------------------- | ----------------------------------------------- | ----------------------------------------------- |
| Maxima medie °C (°F)                                                                               | 32.7 (90,9)                                     | 34.8 (94,6)                                     | 36.2 (97,2)                                     | 36.7 (98,1)                                     | 35.1 (95,2)                                     | 33.9 (93)                                       | 33.1 (91,6)                                     | 32.8 (91)                                       | 32.6 (90,7)                                     | 32.3 (90,1)                                     | 31.9 (89,4)                                     | 31.4 (88,5)                                     | 33,63 (92,53)                                   |
| Minima medie °C (°F)                                                                               | 20.2 (68,4)                                     | 22.7 (72,9)                                     | 24.5 (76,1)                                     | 25.5 (77,9)                                     | 25.4 (77,7)                                     | 25.1 (77,2)                                     | 24.8 (76,6)                                     | 24.6 (76,3)                                     | 24.5 (76,1)                                     | 24.0 (75,2)                                     | 22.2 (72)                                       | 19.9 (67,8)                                     | 23,62 (74,51)                                   |
| Ploaie mm (inches)                                                                                 | 5.4 (0.213)                                     | 27.6 (1.087)                                    | 52.4 (2.063)                                    | 85.7 (3.374)                                    | 168.3 (6.626)                                   | 163.6 (6.441)                                   | 166.4 (6.551)                                   | 208.6 (8.213)                                   | 252.3 (9.933)                                   | 174.2 (6.858)                                   | 36.5 (1.437)                                    | 4.8 (0.189)                                     | 1.345,8 (52,984)                                |
| Umiditate [%]                                                                                      | 63                                              | 64                                              | 66                                              | 70                                              | 77                                              | 79                                              | 80                                              | 82                                              | 83                                              | 81                                              | 73                                              | 66                                              | 73,7                                            |
| Nr. mediu de zile ploioase (≥ 1 mm)                                                                | 1                                               | 3                                               | 5                                               | 9                                               | 17                                              | 18                                              | 19                                              | 20                                              | 19                                              | 15                                              | 6                                               | 1                                               | 133                                             |
| Sursă: Thai Meteorological Department (Normal 1981-2010), (Rainfall mm, Avg. rainy days 1961-1990) |                                                 |                                                 |                                                 |                                                 |                                                 |                                                 |                                                 |                                                 |                                                 |                                                 |                                                 |                                                 |                                                 |